# سقراط (لاعب كرة قدم)
سقراط برازيليرو سامبايو دي سوزا فييرا إي أوليفيرا (19 فبراير 1954 - 4 ديسمبر 2011)، المعروف باسم سقراط، لاعب كرة قدم برازيلي لعب كلاعب خط وسط. أكتسب لقب (الدكتور سقراط) نتيجة لشهادته الطبية ووعيه السياسي، بالإضافة إلى أسلوبه المميز ومهارته في اللعب. اشتهر بلحيته وعصابة الرأس التي كان يرتديها وأصبح رمزًا لجيل كامل من مشجعي كرة القدم. في عام 1983، حصل على لقب أفضل لاعب كرة قدم في أمريكا الجنوبية. في عام 2004، اختاره بيليه في قائمة أفضل 100 لاعب في العالم على قيد الحياة.
لعب سقراط مع البرازيل لمدة سبع سنوات، وسجل 22 هدفا ومثل البلاد في كأس العالم مرتين. كان كابتن الفريق في كأس العالم لكرة القدم عام 1982؛ لعب في خط الوسط جنبًا إلى جنب مع زيكو وفالكاو وتونينيو سيريزو وإيدير، وهو الفريق الذي يعتبر أحد أعظم منتخبات البرازيل الوطنية على الإطلاق. كما شارك في كوبا أمريكا عامي 1979 و1983. أما على على مستوى الأندية، فقد لعب سقراط مع نادي بوتافوجو إس بي قبل أن ينضم إلى كورينثيانز في عام 1978. وانتقل إلى إيطاليا ليلعب مع فيورنتينا، وعاد إلى البرازيل في عام 1985 لينهي مسيرته.

## مسيرته الرياضية

### مع الأندية
ولد سقراط في بيليم دو بارا. بدأ لعب كرة القدم بشكل احترافي في عام 1974 لصالح فريق بوتافوجو إس بي في ريبيراو بريتو، لكنه قضى معظم حياته المهنية (1978 إلى 1984) مع كورينثيانز، وسجل 41 هدفًا في 59 مباراة بالدوري البرازيلي، و172 هدفًا في 297 مباراة إجمالاً.
في موسم 1984–85، عندما كان يبلغ من العمر 30 عامًا، خاض سقراط تجربته الأولى في الخارج، حيث لعب في الدوري الإيطالي مع فيورنتينا. عاد إلى بلاده بعد ذلك الموسم الوحيد، ولعب في أندية فلامنجو وسانتوس ونادي بوتافوجو إس بي السابق، واعتزل في عام 1989. خلال الفترة التي قضاها في فلامنجو، لعب 20 مباراة وسجل 5 أهداف وفاز ببطولة كاريوكا لعام 1986.
في عام 2004، أي بعد أكثر من عقد من تقاعده، وافق سقراط البالغ من العمر 50 عامًا على عقد تدريب لاعب لمدة شهر واحد مع نادي جارفورث تاون من دوري شرق المقاطعات الشمالية لكرة القدم في إنجلترا.

### المسيرة الدولية
لعب سقراط 60 مباراة مع منتخب البرازيل بين مايو 1979 ويونيو 1986 وسجل 22 هدفًا. قاد المنتخب الوطني في كأس العالم 1982، وظهر أيضًا في كأس العالم 1986 في المكسيك. وفي النسخة الأخيرة سجل هدفين، بدءاً بهدف المباراة الوحيد ضد إسبانيا في دور المجموعات. وأضاف هدفا آخر في دور الـ16 لتنتهي المباراة بالفوز 4-0 على بولندا، وسدد ركلة الجزاء دون ركض. في المباراة التالية ضد فرنسا، حاول سقراط تنفيذ ركلة جزاء مماثلة، ولكن حارس المرمى جويل باتس تصدى لمحاولته في ركلات الترجيح؛ ونتيجة لذلك، تأهلت فرنسا إلى الدور نصف النهائي.
مثل سقراط بلاده في بطولات كوبا أمريكا 1979 و1983. في الأخيرة ظهر في مباراة واحدة فقط، مباراة الإياب من النهائي ضد أوروجواي (تعادل 1-1 على أرضه، وخسارة البرازيل 3-1 في مجموع المباراتين).

## وفاته
توفي سقراط يوم الأحد 4 ديسمبر 2011 عن عمر يناهز ال57 عاما. وأعلن مستشفى ألبرت أينشتاين في ساو باولو أن سقراط توفي بعد أن تدهورت حالته بشكل مفاجئ عقب تعرضه لعدوى معوية شديدة. وكان سقراط دخل العناية المركزة في 5 سبتمبر 2011 لعدة أيام بسبب تعرضه لأزمة مرضية شديدة.

## روابط خارجية
- سقراط على موقع ميوزك برينز (الإنجليزية)
- سقراط على موقع ديسكوغز (الإنجليزية)
- سقراط على موقع الاتحاد الدولي (مؤرشف)  (الإنجليزية)
- سقراط على موقع قاعدة بيانات كرة القدم.إي يو (الإنجليزية)
- سقراط على موقع ليكيب (الفرنسية)
- سقراط على موقع ناشيونال فوتبول تيمز (الإنجليزية)
- سقراط على موقع Soccerway.com (الإنجليزية)